# Wolfgang Rihm
Wolfgang Rihm, född 13 mars 1952 i Karlsruhe, Baden-Württemberg, död 27 juli 2024 i Esslingen, Baden-Württemberg, var en tysk kompositör. Han var ledamot av Kungliga Musikaliska Akademien sedan 2010. Rihm är uppmärksammad världen över som tonsättare, kanske främst för sin orkestermusik. Rihms verk finns i många olika kategorier, men de kanske främsta är Die Hamletmaschine (1986) och Das Gehege (2006). Rihm fick även flera utmärkelser och betydande poster inom olika musikaliska institut, främst i Europa.

## Priser och utmärkelser (urval)
- 1968 och 1979/80 – Villa Massimo
- 2001 –  Arts et Lettres-orden
- 2003 – Ernst von Siemens Musikpreis
- 2010 – Ledamot av Kungliga Musikaliska Akademien
- 2011 –  Förbundsrepubliken Tysklands förtjänstorden
- 2012 –  Pour le Mérite
- 2014 – Maximiliansorden för konst och vetenskap

## Verkförteckning

### Instrumentalmusik

#### Orkesterverk
- Concertino för stråkorkester (1967)
- Serenata för stråkorkester (1968)
- Variationen I för orkester (1969)
- Adagio, variationer för stråkar (1969)
- Symfoni nr 1 för orkester, op. 3 (1969/70)
- Variazioni (Variationen II) för orkester (1969/70)
- Sechs Sätze för Streichorchester (1969/70)
- Variationen III för orkester (1970)
- Trakt för orkester, op. 11 (1971)
- Segmente för 18 stråkar, op. 12 (1971)
- Concetti för ensemble (1971)
- Magma för orkester (1973)
- Sub-Kontur för orkester (1974/75)
- Dis-Kontur för orkester (1974–84)
- Symfoni nr 2 (”första och sista satsen”) för orkester (1975)
- Nachtordnung, 7 bruksstycken för 15 stråkar (1976)
- Cuts and Dissolves, orkesterskisser (1976)
- Erscheinung. Skizze über Schubert för 9 stråkar och piano (ad libitum) (1978)
- Erste Abgesangsszene för orkester (1979)
- Fünfte Abgesangsszene för orkester (1979)
- Walzer för ensemble (1979)
- Music-Hall-Suite för liten ensemble (8 musiker) (1979)
- Ländler, version för 13 stråkar (1979)
- Nature morte – Still alive, skisser för 13 stråkar (1979/80)
- Drei Walzer för orkester (1979–88)
  - Walzer 1 (”Sehnsuchtswalzer”) (1979–81)
  - Walzer 2 (”Drängender Walzer”) (1986/87)
  - Walzer 3 (”Brahmsliebewalzer”) (1985–88)
- Schattenstück, tondikt för orkester (1982–84)
- Klangbeschreibung I för 3 orkestergrupper (1982–87)
- Chiffre-Zyklus för 18 musiker (1982–88)
- Vorgefühle för orkester (1984)
- Fusées för 16-mannaorkester (1984)
- Spur, orkesterskiss (1984/85)
- Klangbeschreibung III för orkester (1984–87)
- Abkehr för orkester (1985)
- Aufzeichnung: Dämmerung und Umriss för orkester (1985/86)
- Compresenze, för orkester (1985–87)
- Unbenannt I för orkester (1986)
- Unbenannt II för orkester (1987)
- Splitter, orkesterskisser till Oedipus (1987)
- Danse, ett orkesterstenogram (1987)
- Abschieds-Marsch för 4 trumpeter, 3 trumboner och slagverk (1987)
- Blick, en klangbild för orkester (1987/88)
- Kein Firmament för 14 musiker (1988)
- Schwebende Begegnung för orkester (1988/89)
- Die Vorzeichen, scenmusik för orkester ur Die Eroberung von Mexico (1988/89)
- Dunkles Spiel för liten orkester (1988–90)
- Abgewandt 1 för kammarorkester med 11 musiker (1989)
- Ungemaltes Bild (1989/90) för orkester
- Unbenannt III (1989/90) för orkester
- Kalt, oktett (1989–91)
- Cantus firmus, musik till minne av Luigi Nono (första försöket), för 14 musiker (1990)
- Ricercare, musik till minne av Luigi Nono (andra försöket), för 14 musiker (1990)
- Abgewandt 2, musik till minne av Luigi Nono (tredje försöket), för 14 musiker (1990)
- Umfassung, musik till minne av Luigi Nono (fjärde försöket), för 2 orkestergrupper (1990)
- Ins Offene… för orkester (1990–92)
- Étude pour Séraphin för bleckblåsare och slagverk (1991/92)
- Pol – Kolchis – Nucleus för ensemble om 13 musiker (1991–96)
- Augenblick för 12 violoncelli (1992)
- – et nunc 1 för blåsare och slagverk (1992)
- – et nunc 2 för blåsare och slagverk (1992/93)
- Vers une symphonie fleuve I för orkester (1992–95)
- Vers une symphonie fleuve II för orkester (1992–95)
- Vers une symphonie fleuve III för orkester (1992–95)
- Sphäre um Sphäre för ensemble om 11 musiker (1992–2003)
- Form / Zwei Formen för 20 musiker i 4 kvintettgrupper (1993/94)
- Séraphin-Sphäre för ensemble (1993–96/2006)
- In-Schrift för orkester (1995)
- Gejagte Form för orkester
  - 1:a versionen (1995/96)
  - 2:a versionen (1995/2002)
- Verborgene Formen för ensemble om 21 musiker (1995–97)
- Gedrängte Form för ensemble om 14 musiker (1995–98)
- Jagden und Formen för orkester (1995–2001)
- Ernster Gesang för orkester (1996)
- Vers une Symphonie fleuve IV för orkester
  - 1:a versionen (1997/98)
  - 2:a versionen (1997/1998/2000)
- Im Anfang för orkester (1998–2000)
- Spiegel und Fluss, efterspel och förspel för orkester (1999)
- In Frage för ensemble (8 musiker) (1999–2000)
- Das Lesen der Schrift, fyra stycken för orkester (2001/02)
- Blick auf Kolchis för ensemble om 10 musiker (2002)
- Verwandlung, musik för orkester
  - Verwandlung 1 (2002)
  - Verwandlung 2 (2005)
- Two Other Movements för orkester (1:a versionen, 2004)
- Will Sound för ensemble om 17 musiker (2005/06)
- Concerto ”Séraphin” för 16 musiker (2006–08)
- Auf- und Wiederhören, en avskedsvals för Manfred Reichert, för ensemble om 12 musiker (2007)
- Dionysos, en operafantasi efter texter av Friedrich Nietzsche (2009–10)

#### Verk för soloinstrument och orkester
- Kammerkonzert för stråkorkester och 3 solostråkar (1968)
- Konsert för piano och 8 instrument (1969)
- Faltet die Sternhaut för trombon och kammarorkester (1969)
- Fantasia för stråkorkester med piano, op. 4 (1969/70)
- Sektor IV aus ”Morphonie” för stråkkvartett och orkester (1972/73)
- Lichtzwang för violin och orkester, till minne av Paul Celan (1975/76)
- La musique creuse le ciel för 2 pianon och orkester (1977–79)
- Bratschenkonzert för viola och orkester (1979–83)
- Erster Doppelgesang för viola, cello och orkester (1980)
- Zeichen I – Doubles för basflöjt (även piccola), kontrabasklarinett (även Essklarinett) och 2 orkestergrupper (1981)
- Zweiter Doppelgesang för klarinett, cello och orkester (1981–83)
- Chiffre I för piano och 7 musiker (1982)
- Monodram för cello och orkester (1982/83)
- Gebild för piccolatrumpet, 2 slagverkare och stråkar (1982–97)
- La lugubre gondola / Das Eismeer för piano(n) och 2 orkestergrupper, musik till minne av Luigi Nono (5:e försöket) (1990–92)
- Gesungene Zeit för violin och orkester (1991/92)
- Sphère. Kontrafaktur mit Klavier-Gegenkörper för piano, blåsare och slagverk (1992–94)
- Dritte Musik för violin och orkester, till minne av Kurt Kocherscheidt (1993)
- Musik für Oboe und Orchester (1993–95/2002)
- Styx und Lethe för cello och orkester (1997/98)
- Szene för trumpet, slagverk och orkester (1998)
  - Ny version: Marsyas, rapsodi för trumpet, slagverk och orkester (1998/99)
- Sotto voce, notturno för piano och liten orkester (1999)
- Musik för Klarinette und Orchester – Über die Linie II (1999)
- Concerto, dityramb för stråkkvartett och orkester (2000)
- Die Stücke des Sängers för harpa och ensemble (2000–01)
- Zweites Bratschenkonzert – Über die Linie IV för viola och orkester (2000/02)
- Canzona per sonare – Über die Linie V för alttrombon och 2 orkestergrupper (2002)
- Unbenannt IV för orgel och orkester (2002–04)
- Dritter Doppelgesang för klarinett, viola och orkester (2004)
- Konzert in einem Satz för cello och orkester (2005/06)
- Sotto voce 2, capriccio för piano och liten orkester (2007)
- Psalmus för fagott och orkester (2007)
- Coll’arco för violin och orkester (2007/08)
- Lichtes Spiel, ett sommarstycke för violin och liten orkester (2009)
- Pianokonsert nr 2 (2014)

#### Kammarmusik
- Stråkkvartett i g-moll (1966)
- Drei Klavierstücke in H för piano (1966)
- Drei Klavierstücke (1966/67)
- Vier Elegien för piano (1967)
- Sechs Préludes för piano (1967)
- trois bagatelles pour piano (1967)
- Drei Fantasien för orgel (1967)
- Contemplatio för orgel (1967)
- Stråktrio nr 1 (1968)
- Stråkkvartett (1968)
- Fünf Monologe för piano (1968)
- Fantasie för orgel (1968)
- Klavierstücke 68/69 (1968/69)
- Violinsonat (1969)
- Stråktrio nr 2 (1969)
- Fünf Klavierstücke (1969)
- Variationen för orgel (1969)
- Pietà för orgel (1969)
- Drei Orgelstücke för orgel (1969)
- Grat för cello (1970)
- Trio för cello, piano, slagverk och tape (1970)
- Stråkkvartett nr 1, op. 2 (1970)
- Stråkkvartett nr 2, op. 10 (1970)
- Klavierstück nr 1, op. 8a (1970)
- Sätze för 2 pianon, op. 6 (1970)
- Parusie för orgel, op. 5 (1970)
- Stråktrio, op. 9 (1971)
- Tristesse d’une étoile för stråkkvartett (1971)
- Klavierstück nr 2, op. 8b (1971)
- Sinfoniae I – Messe för orgel (1971)
- Clamatio för orgel (1971/72)
- Klavierstück nr 3 för fyrhändigt piano, op. 8c (1971/1999)
- Hekton för violin och piano (1972)
- Pianotrio (1972)
- Paraphrase för cello, slagverk och piano (1972)
- Deploration för flöjt, cello och slagverk (1973)
- Siebengestalt för orgel och gonggong (1974)
- Klavierstück nr 4 (1974)
- Klavierstück nr 5: Tombeau (1975)
- Stråkkvartett nr 3: Im Innersten (1976)
- Musik för 3 Streicher för violin, viola, cello (1977)
- Klavierstück nr 6: Bagatellen (1977/78)
- Ländler för piano (1979)
- Marsch för piano (1979)
- Mehrere kurze Walzer för fyrhändigt piano (1979–88)
- Klavierstück nr 7 (1980)
- Bann, Nachtschwärmerei för orgel (1980)
- Stråkkvartett nr 4 (1980/81)
- Tutuguri VI (Kreuze) för 6 slagverkare (1981)
- Stråkkvartett nr 5: Ohne Titel (1981–83)
- Fremde Szene I för pianotrio (1982)
- Canzona för 4 violiner (1982)
- Fremde Szene II, karaktärsstycke för pianotrio (1982/83)
- Canzona nuova för 5 violor (1982/2006)
- Fremde Szene III för pianotrio (1983/84)
- Chiffre IV för basklarinett, cello och piano (1983/84)
- Zwischenblick: ”Selbsthenker!” för stråkkvartett (1983/84)
- Stråkkvartett nr 6: Blaubuch (1984)
- Stråkkvartett nr 7: Veränderungen (1985)
- Sine nomine I, studie för horn, 2 trumpeter, trombon och kontrabastrombon (1985)
- Brahmsliebewalzer för piano (1985)
- Maske för 2 pianon (1985)
- Verzeichnung – Studie för viola, cello och kontrabas (1986)
- Kleine Echophantasie för trumpet (1986)
- Duomonolog för violin och cello (1986–89)
- Protokoll, ein Traum för 6 celli (1987)
- Stråkkvartett nr 8 (1987/88)
- Stück för 3 slagverkare (1988/89)
- Figur för 4 kontrabastromboner, harpa och slagverk (1989)
- Am Horizont, stilla Scener för violin, cello och ackordion (1991)
- Kolchis för slagverk, harpa, piano, cello och kontrabas (1991)
- Zwischen den Zeilen för stråkkvartett (1991)
- Antlitz, för violin och piano (1992/93)
- Stråkkvartett nr 9 (Quartettsatz; 1992/93)
- Nachstudie för piano (1992–94)
- Über-Schrift för 2 pianon (1992–2003)
- Von weit för cello och piano (1993)
- Phantom und Eskapade, fantasier för violin och piano (1993/94)
- Stråkkvartett nr 10 (1993–97)
- Schrift-Um-Schrift för 2 pianon och 2 slagverkare (1993–2007)
- In nuce för viola, cello och kontrabas (1994)
- Sphäre nach Studie för 2 slagverkare, harpa, piano och 2 kontrabasar (1994–2002)
- Pol för basklarinett, harpa, slagverk, viola, cello och kontrabas (1. version, 1995)
- Stråkkvartett nr 11 (1998/2007)
- Über die Linie [I] för cello (1999)
- Fetzen för stråkkvartett (1999)
- Zwiesprache I–V för piano (1999)
- 2 Linien för piano (1999–2014)
- Vier Male för klarinett (2000)
- Auf einem anderen Blatt för piano till Pierre Boulez 75-årsdag (2000)
- Stråkkvartett nr 12 (2000/01)
- Interscriptum, duo för stråkkvartett och piano (2000–02)
- Male über Male för klarinett och stråkar (2000–03)
- Fetzen 7 för ackordion och stråkkvartett (2000–04)
- Bonus, födelsedagskvintett för engelskt horn, 2 trumpeter, trombon och harpa (2001)
- Gesangsstück, en triofantasi för klarinett, violin och piano (2002)
- Vier Studien zu einem Klarinettenquintett (2002)
- Fetzen 3 för ackordion och stråkkvartett (2002)
- Fetzen 2 (2002)
- Drei Vorspiele zu einer Insel för flöjt, violin och slagverk (2003)
- Quintett för Bläser för flöjt, oboe, klarinett, fagott och valthorn (2003)
- Quartettstudie för stråkkvartett (2003/04)
- Fetzen 4 för viola och ackordion (2004)
- Über die Linie VI för altflöjt, violin och cello (2004)
- Kleiner Walzer för klarinett, cello och 4-händigt piano (2004)
- Fetzen 5 för ackordion och stråkkvartett (2004)
- Fetzen 6 för ackordion och stråkkvartett (2004)
- Fetzen 8 för ackordion och stråkkvartett (2004)
- En plein air för flöjt, klarinett, harpa och stråkkvartett (2004/05)
- Zwei kleine Schwingungen för piano (2004/05)
- Grave för stråkkvartett, till minne av Thomas Kakuska (2005)
- Gegenstück, trio för kontrabassaxofon, slagverk och piano (2006)
- Über die Linie VII för violin (2006)
- Grund-Riss, studie för kontrabasklarinett, kontrabastrombon och kontrabassaxofon (2006)
- Wortlos, två stycken för sång ad lib och piano (2007)
- Stråkkvartett nr 13 (2011)
- Rembrandts Ochse, plötzlich im Louvre, ett pianostycke (2014)

### Vokalmusik
- Drei Lieder auf Texte von Günter Eich (1967)
- Vier Motetten för blandad kör a cappella till text ur Gamla Testamentet (1968)
- Crucifixus för 4-stämmig blandad kör a cappella med liturgisk text på latin (1968)
- Zwei Lieder auf Texte von Oskar Loerke för sopran och 5 stråkar (1968)
- Sechs Lieder auf Texte von August Stramm för röst och orkester (1968)
- Psalm 64 för sopran, blandad kör, 4 fagotter och stråkar (1968)
- Gesänge för röst och piano, op. 1 (1968–71)
- Requiescat för röst och 4 instrument till text av Oscar Wilde (1969)
- Abendlang för röst och stråkorkester till text av Georg Trakl (1969)
- Sicut cervus desiderat ad fontes aquarum, op. 7, för sopran och ensemble med text på latin (1970)
- Vier Gedichte aus ”Atemwende” för röst och piano till text av Paul Celan (1973)
- Hervorgedunkelt, 5 dikter för mezzosopran och ensemble till text av Paul Celan (ur Schneepart) (1974)
- O Notte för baryton och liten orkester till text av Michelangelo (1975)
- Konzertarie, telepsykogram för mezzosopran och orkester till text ur ett telegram från Ludvig II av Bayern till Richard Wagner (1975)
- Alexanderlieder för mezzosopran, baryton och två pianon till text av Ernst Herbeck (1975/76)
- Symfoni nr 3 för sopran, baryton, blandad kör och orkester till text av Friedrich Nietzsche och Arthur Rimbaud (1976/77)
- Hölderlin-Fragmente för röst och piano (1976/77)
  - Version för röst och orkester (1977)
- Neue Alexanderlieder, fem dikter av Ernst Herbeck för baryton och piano (1979)
- Fünf Abgesangsszenen för mezzosopran, baryton och orkester till text av Friedrich Nietzsche, Novalis och Peter Huchel (1979–81)
- Lenz-Fragmente för tenor och piano (1980)
  - Version för röst och orkester (1980)
- Wölfli-Liederbuch för basbaryton, piano och 2 bastrummor (ad libitum) till text av Adolf Wölfli (1980/81)
  - Wölfli-Lieder, version för basbaryton och orkester (1981/82)
- Umhergetrieben, aufgewirbelt, Nietzsche-fragment för mezzosopran, baryton, blandad kör och flöjter (1981)
- Mit geschlossenem Mund för 8 stämmor a cappella (1982)
- Lowry-Lieder för röst och orkester (1982–87)
- Umsungen för baryton och 8 instrument till text av Friedrich Nietzsche (1984)
- Dies, oratorium för 4 röster, 2 recitatörer, barnkör, talkör, blandad kör, orgel och orkester (1984)
- Andere Schatten, musikalisk scen för sopran, mezzosopran, baryton, recitatör, blandad kör och orkester (1985)
- Was aber – för 2 kvinnoröster och orkester (1986)
- Raumauge, Prometheus avslutningsmonolog, för blandad kör och 5 slagverkare (1986)
- Klangbeschreibung II – Innere Grenze för 4 röster, 5 bleckblåsare och 6 slagverkare till text av Friedrich Nietzsche (1986/87)
- Nachtwach för 8 röster, blandad kör, 4 tromboner och slagverk till text ut Bibeln (1987/88)
- Départ för blandad kör, talkör (20 röster) och 22 musiker till text av Arthur Rimbaud (1988)
- Mein Tod. Requiem in memoriam Jane S. för sopran och orkester till text av Wolf Wondratschek (1988/89)
- Geheimer Block för 4 röster, blandad kör, orgel och orkester (1989)
- Frau / Stimme för sopran och orkester (1989)
- Quo me rapis för 2 blandade körer eller 8 solostämmor a cappella till text av Horatius (1990)
- Das Rot, sex dikter av Karoline von Günderrode, för sopran eller tenor och piano (1990)
- Bildlos / Weglos  för orkester med 7 kvinnoröster (1990/91)
- Vier Gedichte von Peter Härtling för röster och piano (1993)
- Abschiedsstücke för kvinnlig röst och liten orkester (15 musiker) till text av Wolf Wondratschek (1993)
- Trigon för kvinnlig röst och orkester till text ur Homeros Odysséen (på grekiska) (1993–99)
- O meine Seele war ein Wald för mezzosopran, alt, harpa, viola, ncello och kontrabas till text av Else Lasker-Schüler (1994)
- Memoria, tre requiem-stycken för barnstämma, alt, 3-stämmig blandad kör och orkester till text av Nelly Sachs (1994–2004)
- Communio (Lux aeterna) (ur Requiem der Versöhnung) för alt, barnröst, blandad kör och orkester (1995)
- Maximum est unum för alt, 4 sopraner, 2 blandade körer och orkester med orgel till text av Johannes Eckhart och Nicolaus Cusanus (1996)
- Ernster Gesang mit Lied för baryton och orkester (1996/97)
- Drei Gedichte von Monique Thoné för röst och piano (1997)
- Apokryph för baryton och piano (1997)
- Deutsches Stück mit Hamlet för mezzosopran, baryton och orkester (1997/98)
- …fleuve V (omnia tempus habent) för mezzosopran, baryton och orkester (1997–2000)
- Nebendraußen för baryton och piano till text av Hermann Lenz (1998)
- Drei späte Gedichte von Heiner Müller för alt och orkester (1998/99)
- In doppelter Tiefe för 2 kvinnorröster och orkester till text av Marinus van der Lubbe (1999)
- Ende der Handschrift. Elf späte Gedichte von Heiner Müller för röst och piano (1999)
- Deus passus, passionsmusik efter Lukasevangeliet för sopran, mezzosopran, alt, tenor, baryton, blandad kör och orkester (1999/2000)
- Frage för kvinnlig röst och ensemble om 8 musiker (1999–2000)
- Stilles Stück för baryton och 8 stråkar till text av Hermann Lenz (2000)
- Rilke: 4 Gedichte för tenor och piano till text av Rainer Maria Rilke (2000)
  - Version för tenor eller sopran och orkester (2000/2004)
- Lavant-Gesänge, fem dikter av Christine Lavant, för alt och piano (2000–01)
- Sechs Gedichte von Friedrich Nietzsche för baryton och piano (2001)
- Astralis – Über die Linie III för liten kör, cello och 2 pukor till text av Novalis (2001)
- Aria / Ariadne, scenario för sopran och kammarorkester med text efter Friedrich Nietzsche (2001)
- Sieben Passions-Texte för 6 stämmor a cappella till text ur Responsorium (2001–06)
- Vigilia för 6 röster och ensemble till texte ur Responsorium (2001–06)
- Brentano-Phantasie, sju dikter för sopran eller tenor och piano till text av Clemens Brentano (2002)
- Stilles Stück 2 för lyrisk baryton (eller tenor), horn och stråkar till text av Paul Fleming (2003)
- Insula felix för 2 solister, kör och liten orkester med text efter Walahfrid Strabo (2003)
- Europa nach dem letzten Regen, elva dikter av Durs Grünbein för sopran, alt, tenor och orkester (2003)
- Solo e pensoso för baryton (eller tenor), viola och harpa till text av Francesco Petrarca (i tysk översättning) (2004)
- Eins und doppelt, fem sånger för baryton och piano (2004)
- Drei Hölderlin-Gedichte för sopran (eller tenor) och piano (2004)
- Bildnis: Anakreon för tenor, piano, harpa, klarinett och cello till text av Eduard Mörike (2004)
- Eine Stimme 1–3 för mezzosopran och ensemble (2004/05)
- Goethe-Lieder för baryton eller tenor och piano (2004–07)
- 2 Sprüche för baryton och piano till text av Friedrich Schiller (2005)
- Penthesilea Monolog för dramatisk sopran och orkester till text av Heinrich von Kleist (2005)
- Zu singen för sopran och klarinett till text av Friedrich Hölderlin (2006)
- Heine zu „Seraphine“, sju dikter av Heinrich Heine, för röst och piano (2006)
- Fremdes Licht för sopran, violin, klarinett och liten orkester (2006)
- Das Namenlose för sopran, klarinett och piano till text av Robert Musil (2006)
- Akt und Tag, två studier för sopran och stråkkvartett till text av William Blake (2006)
- Diptychon för sopran och orkester till text av Friedrich Hölderlin (2006/07)
- Quid est Deus för blandad kör och orkester (2007)
- An Bálint för recitatör och pianotrio till text av tonsättaren (2007)
- Skoteinós för 3 mansröster, slagverk och 3 tromboner (2008)
- KOLONOS, 2 fragment av Hölderlin efter Sofokles, för alt (countertenor) och liten orkester (2008)
- Vier späte Gedichte von Friedrich Rückert för mezzosopran eller baryton och piano (2008)
- Der Maler träumt, en drömberättelse av Max Beckmann, för baryton och ensemble (2008/09)
- ET LUX för vokalkvartett och stråkkvartett (2009)
- Eine Straße, Lucile för sopran och orkester (2011)

### Sceniska verk
- Faust und Yorick, kammaropera med libretto av Frithjof Haas (1976)
- Jakob Lenz, kammaropera med libretto av Michael Fröhling (1977/78)
- Tutuguri. Poème dansé, balett för orkester, kör (inspelad) och recitatör (1980–82)
- Die Hamletmaschine, musikteaterstycke i 5 delar (1983–86)
- Oedipus, musikteaterstycke i 2 delar (1986/87)
- Die Eroberung von Mexiko, musikteaterstycke (1987–91)
- Séraphin, försök till teater (1993/94)
- Das Gehege, en nattlig scen för sopran, pantomim och orkester (2004/05)
- Jagden und Formen (version 2007/08)
- Proserpina, ett monodrama för sopran, kör och kammarorkester med libretto efter Johann Wolfgang von Goethe (2008)